# Sárgatorkú fürkészmadár
A sárgatorkú fürkészmadár (Automolus ochrolaemus) a madarak (Aves) osztályának verébalakúak (Passeriformes) rendjébe és a fazekasmadár-félék (Furnariidae) családjába tartozó faj.

## Rendszerezése
A fajt Johann Jakob von Tschudi svájci ornitológus írta le 1844-ben, az Anabates nembe Anabates ochrolaemus néven.

## Alfajai
- Automolus ochrolaemus auricularis Zimmer, 1935
- Automolus ochrolaemus cervinigularis (P. L. Sclater, 1857)
- Automolus ochrolaemus exsertus Bangs, 1901
- Automolus ochrolaemus hypophaeus Ridgway, 1909
- Automolus ochrolaemus ochrolaemus (Tschudi, 1844)
- Automolus ochrolaemus pallidigularis Lawrence, 1862
- Automolus ochrolaemus turdinus (Pelzeln, 1859)[2]

## Előfordulása
Mexikó, Costa Rica, Honduras, Nicaragua, Panama, Belize, Bolívia, Brazília, Kolumbia, Ecuador, Francia Guyana, Guatemala, Guyana, Peru, Suriname és Venezuela területén honos.
Természetes élőhelyei a szubtrópusi és trópusi síkvidéki és hegyi esőerdők, valamint mocsári erdők.

## Megjelenése
Testhossza 19 centiméter, testtömege 30-46 gramm.

## Életmódja
Rovarokkal, pókokkal és hangyákkal táplálkozik, néha békákat és kisebb gyíkokat is fogyaszt.

## Természetvédelmi helyzete
Az elterjedési területe rendkívül nagy, egyedszáma pedig stabil. A Természetvédelmi Világszövetség Vörös listáján nem fenyegetett fajként szerepel.